# Eucera notata
Eucera notata är en biart som beskrevs av Amédée Louis Michel Lepeletier 1841. Eucera notata ingår i släktet långhornsbin, och familjen långtungebin. Inga underarter finns listade i Catalogue of Life.